# هولاد
هولاد (به مجاری:  Hollád) یک منطقهٔ مسکونی در مجارستان است که در ناحیه مارتسالی واقع شده‌است. هولاد ۸٫۲ کیلومتر مربع مساحت و ۲۱۱ نفر جمعیت دارد.